# Mademoiselle (revista)
Mademoiselle és una revista femenina americana nascuda el 1935 a l'editorial americana Street and Smith que deixà de publicar-se el 2001 per problemes econòmics.